# Tira (Israël)
Tira (Hebreeuws: טִירָה, Arabisch: الطـّيرة) is een hoofdzakelijk door Arabische Israëliërs bewoonde stad in het Israëlische district Centrum. De stad ligt in de zogeheten Mesjoelasj, een cluster van Arabisch-Israëlische dorpen en steden nabij de Groene Lijn. Tira ligt enkele kilometers ten noordoosten van Kefar Sava, een grotere Joodse stad.

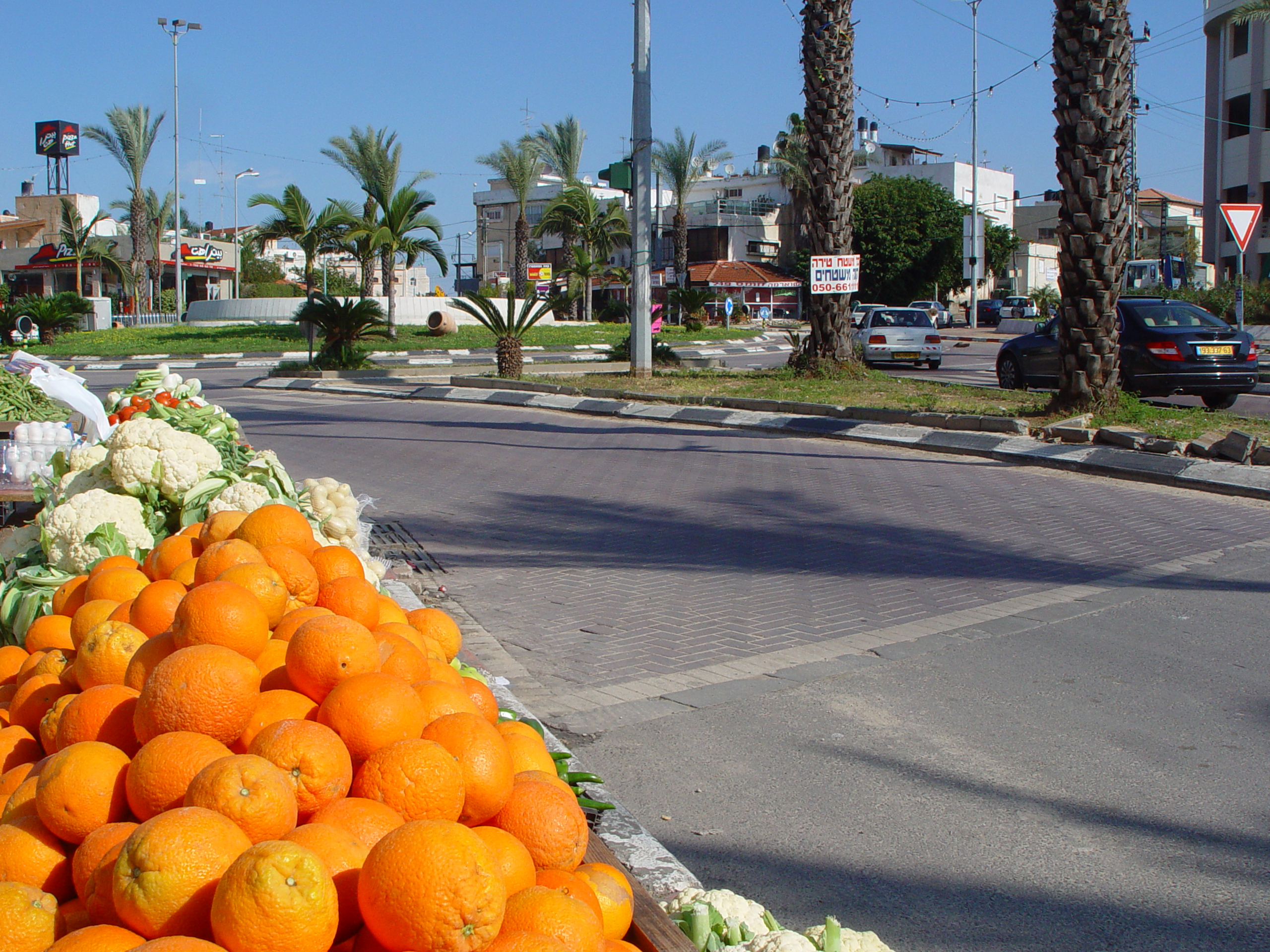
Straatbeeld in Tira

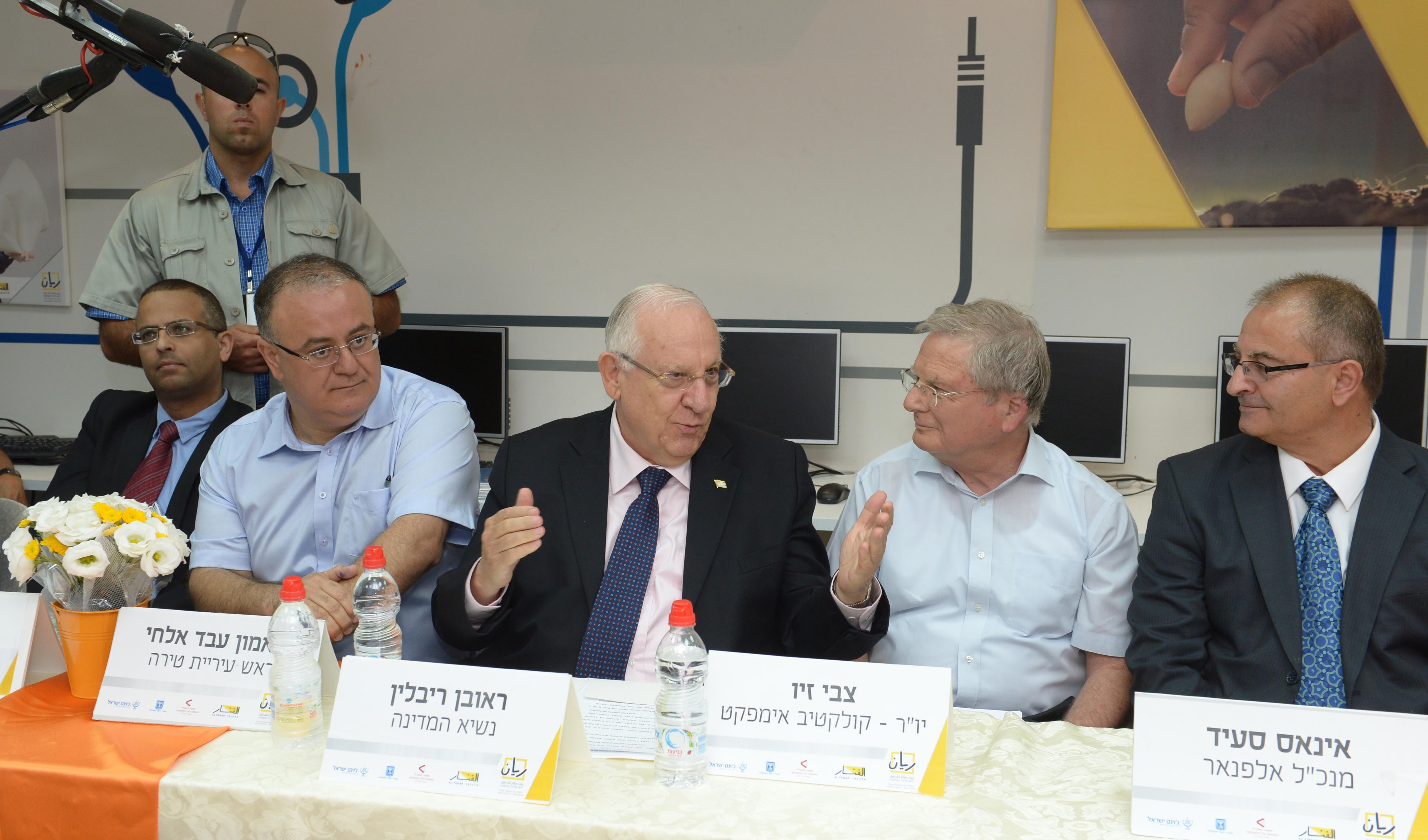
De Israëlische president Reuven Rivlin tijdens een bezoek aan Tira in 2015

## Demografie
In 2016 bedroeg het inwonertal van Tira 25.268. Volgens de volkstelling van 2004 bestond 99,9% van de inwoners uit soennitische Arabische Israëliërs.
Er is tevens een klein aantal Joodse Israëliërs woonachtig in Tira, voornamelijk omdat de huizenprijzen in Tira gemiddeld lager liggen dan in naburige Joodse steden zoals Kefar Sava.

## Stedenband
- Burg (bij Maagdenburg)